# LibGDX
libGDX는 성능 의존 코드를 위해 일부 C와 C++ 컴포넌트를 포함, 자바로 작성된 자유-오픈 소스 게임 개발 애플리케이션 프레임워크이다. 동일 코드 베이스를 사용하여 데스크톱, 모바일 게임 개발을 가능케 한다. 마이크로소프트 윈도우, 리눅스, Mac OS X, 안드로이드, iOS, 블랙베리 OS, 또 WebGL 지원 웹 브라우저를 지원하는 크로스 플랫폼이다.